# Carreteo
El carreteo, rodaje, taxeo o taxi es el movimiento del avión sobre la tierra, usando sus propios medios de propulsión. Un avión, generalmente usa su tren de aterrizaje con ruedas para moverse, pero el término también es aplicable a hidroaviones con flotadores o a helicópteros que realizan el carreteo de forma aérea.

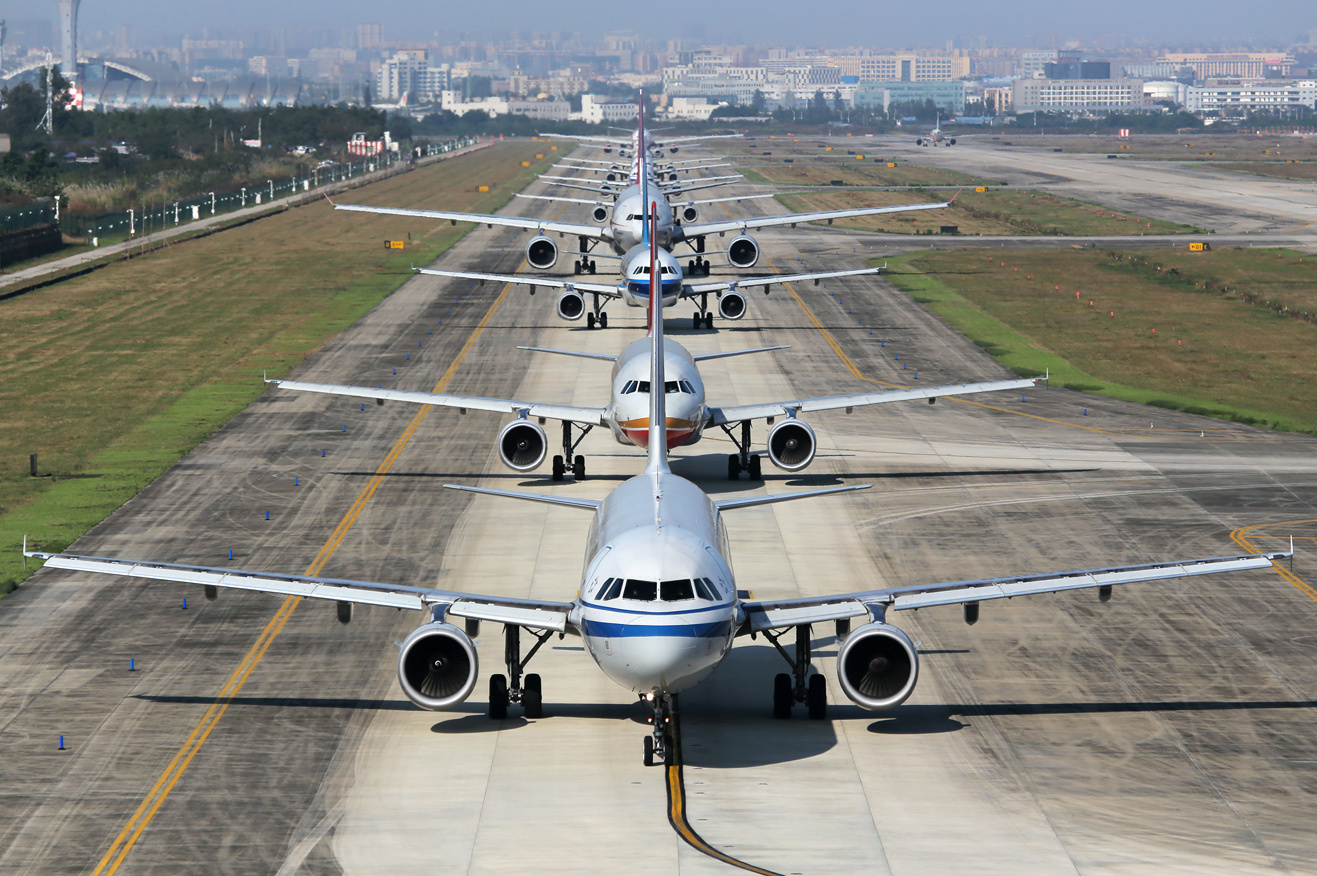
Aviones esperando en una fila para despegar

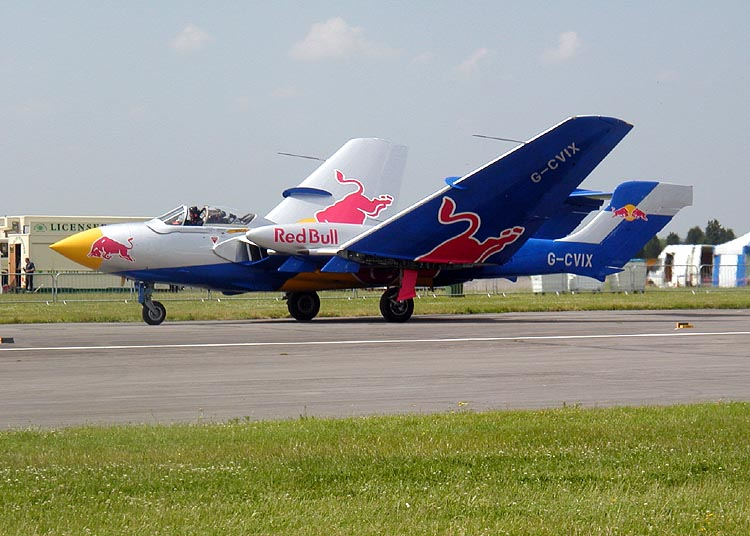
Una Sea Vixen de propiedad privada regresa de un espectáculo aéreo, con las alas plegadas a medida que se mueve.

Un avión utiliza las calles de rodaje para moverse de un sitio del aeropuerto a otro, usualmente desde la plataforma hasta la pista para despegar, y una vez aterrizado, para llegar a su estacionamiento final.
En caso de encontrarse en un aeropuerto con servicio de control aéreo, las órdenes de rodaje son dadas por el controlador.

## Control en tierra

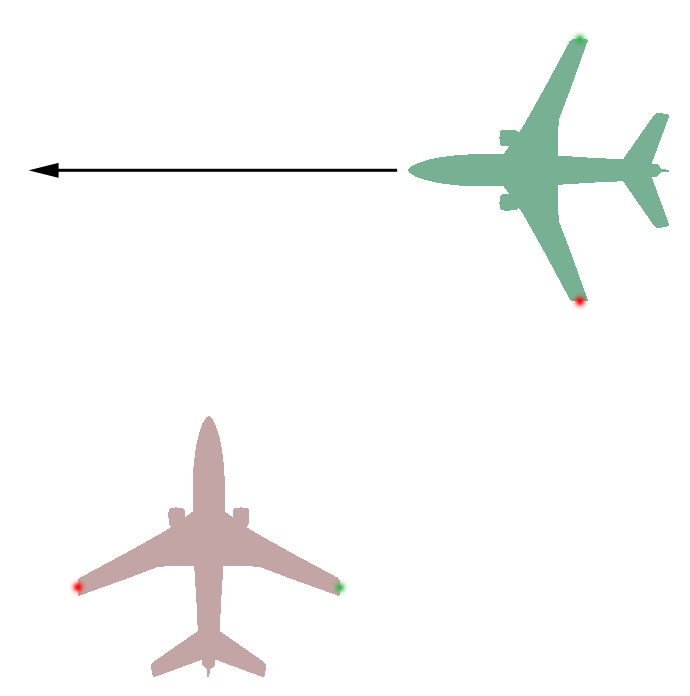
En aeropuertos no controlados, el avión que viene desde la derecha tendrá preferencia de paso ante el otro. Salvo que venga de una pista de aterrizaje

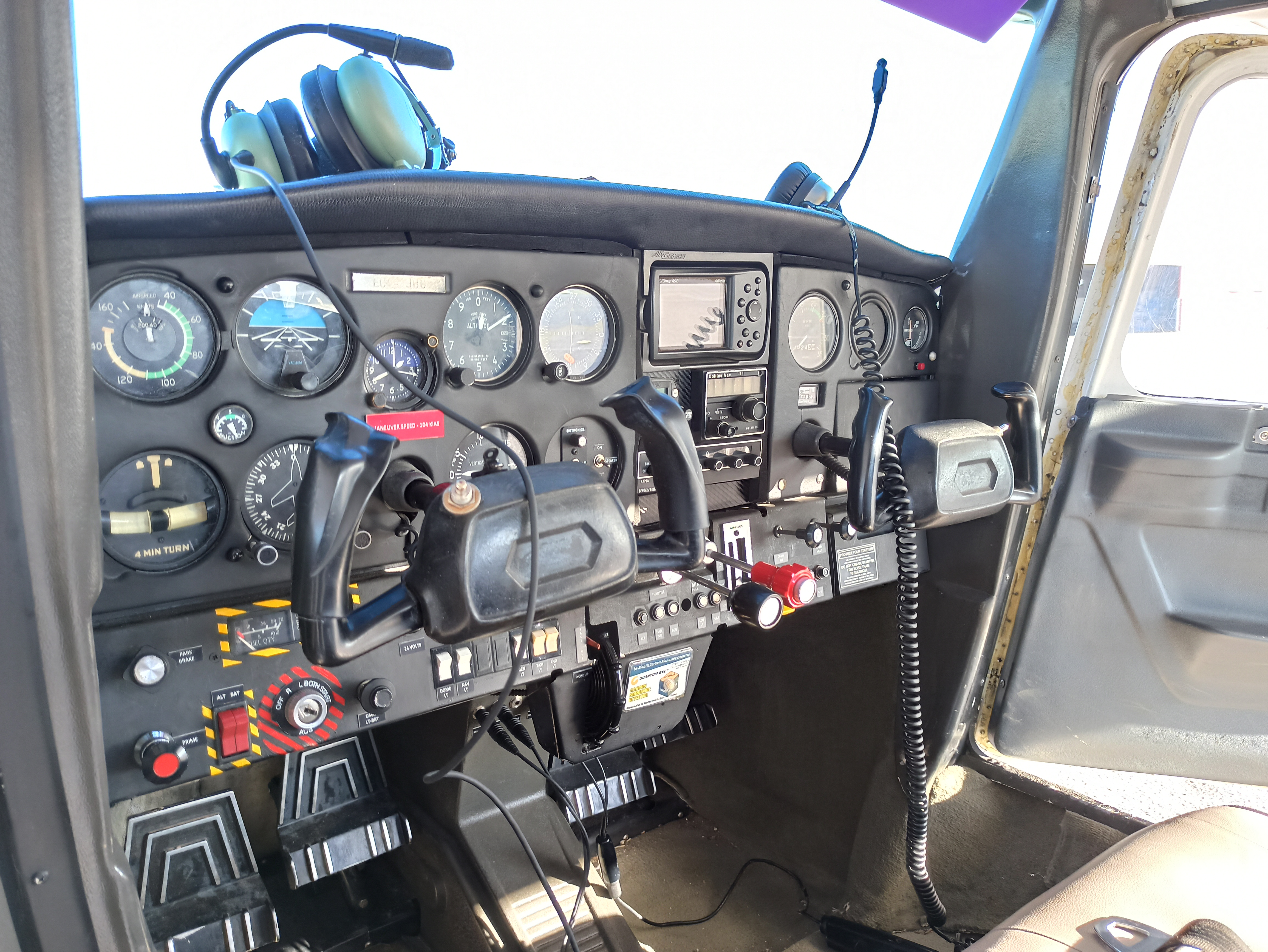
Pedales de una cabina de una Cessna 152, usados para controlar el avión en el suelo

Las aeronaves, para desplazarse en tierra utilizan sus motores o hélices a menor potencia para generar la suficiente energía y poder moverse por las calles de rodaje.
En caso de aviones de pasajeros si se encuentra junto a una pasarela de acceso para pasajeros o finger, el avión deberá ser empujado hacia atrás, en una maniobra conocida como push-back, hasta que esté en una zona segura para poder iniciar sus motores sin riesgo.
La dirección del avión en el suelo es controlada por la rueda de morro o por la rueda de patín de cola, que está conectada a los pedales en cabina. Estos pedales tienen dos funciones, la punta actúa como freno, y la parte inferior actúa como control de dirección. Son manejados de forma independiente.
No todos los aviones tienen ruedas direccionales, en estos casos, se usa un frenado diferencial para poder mover el avión hacia un lado u otro. Por ejemplo, si es necesario virar a la derecha, se pisaría la punta del pedal derecho, con lo que el avión empezaría a virar a derechas.
En el caso de los aviones de mayor tamaño, y tipo jet, el control en tierra a baja velocidad, se realiza con un dispositivo que se controla con la mano.
En caso de estar en un aeropuerto controlado, antes de empezar a rodar (o después de aterrizar, antes de abandonar la pista de aterrizaje), la tripulación deberá contactar con el controlador asignado a ese sector para recibir autorización y órdenes.
En aeropuertos con mucho tráfico, es posible que exista un controlador aéreo dedicado solo a los aviones que están en tierra.
Si se opera en un aeródromo no controlado, el piloto es el responsable de asegurar que se puede realizar un rodaje seguro y avisar al resto de aviones de sus intenciones por radio.

## Rodaje aéreo
El rodaje de helicópteros o hover taxi, se realiza, normalmente a una velocidad inferior a 20kt y manteniéndose a una altura que le haga estar bajo el efecto suelo.
Para rodar, los helicópteros usan las mismas calles de rodaje que los aviones, a menos que sean expresamente autorizados por los controladores aéreos a proceder de otra manera o existan regulaciones específicas en el aeropuerto y deban rodar por calles destinadas al uso exclusivo de helicópteros, estas calles son llamadas calles de rodaje aéreo

## Velocidad de rodaje
La velocidad de rodaje de un avión en tierra debe ser reducida, para asegurar que el avión puede parar con seguridad. Esta velocidad es generalmente decidida por los manuales de operación de cada fabricante o aerolínea, pero suele ser de entre 30-35 km/h (16-19 kn).